# David Johnson (pittore)
David Johnson (New York, 10 maggio 1827 – Walden, 30 gennaio 1908) è stato un pittore statunitense paesaggista.

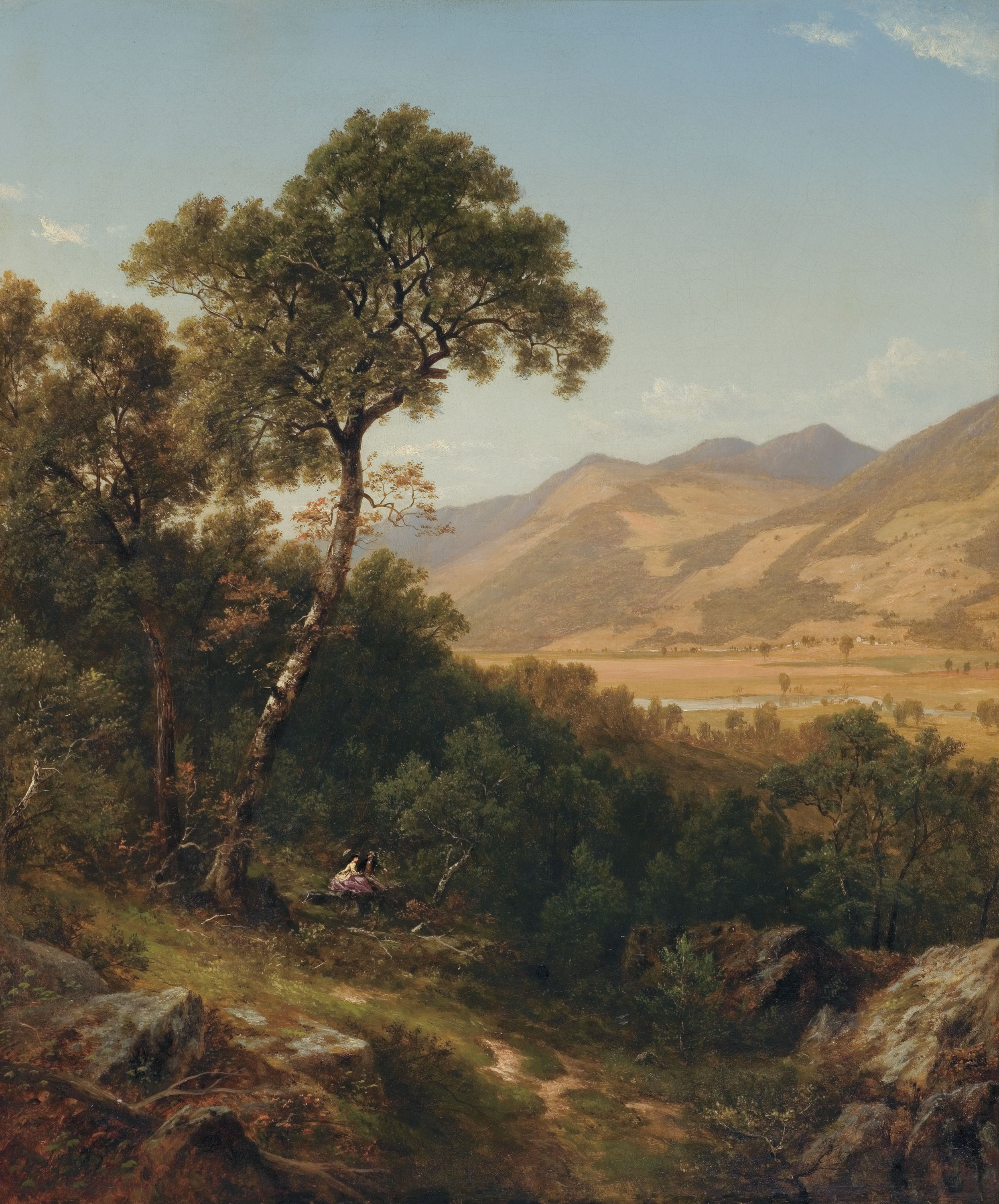
Paesaggio del Vermont

Appartenne alla seconda generazione della Hudson River School.

## Biografia
David Johnson studiò per due anni alla prestigiosa "National Academy of Design" di New York. In seguito, ma per breve tempo, frequentò l'atelier di Jasper Francis Cropsey. Dallo schietto naturalismo dei suoi maestri passò poi, assieme a John Frederick Kensett e John William Casilear, alle immaginazioni cromatiche del Luminismo, come avvenne del resto a diversi altri esponenti della Hudson River School.
La sua opera più significativa e più nota è "Haines Falls" (La cascata di Haines) del 1849. Johnson scrisse sul retro della tela: Primo studio della natura dal vivo, fatto in compagnia di Kensett e di Casilear.
Dal 1850 Johnson espose regolarmente alla National Academy of Design, della quale divenne anche membro associato nel 1860. Espose poi assiduamente anche nelle maggiori città americane, incluse Boston, Chicago e Filadelfia.
David Johnson morì ottantunenne a Walden, nello Stato di New York.

## Musei
I seguenti Musei custodiscono opere di David Johnson:
- Brooklyn Museum
- Honolulu Museum of Art
- Museo Amon Carter (Fort Worth)
- Istituto d'arte di Chicago
- Museo di belle arti di San Francisco
- Metropolitan Museum of Art di New York
- Museo di belle arti di Boston
- National Gallery of Art di Washington
- Cleveland Museum of Art
- North Carolina Museum of Art (Raleigh)
- Currier Museum of Art (Manchester, New Hampshire)

## Galleria d'immagini

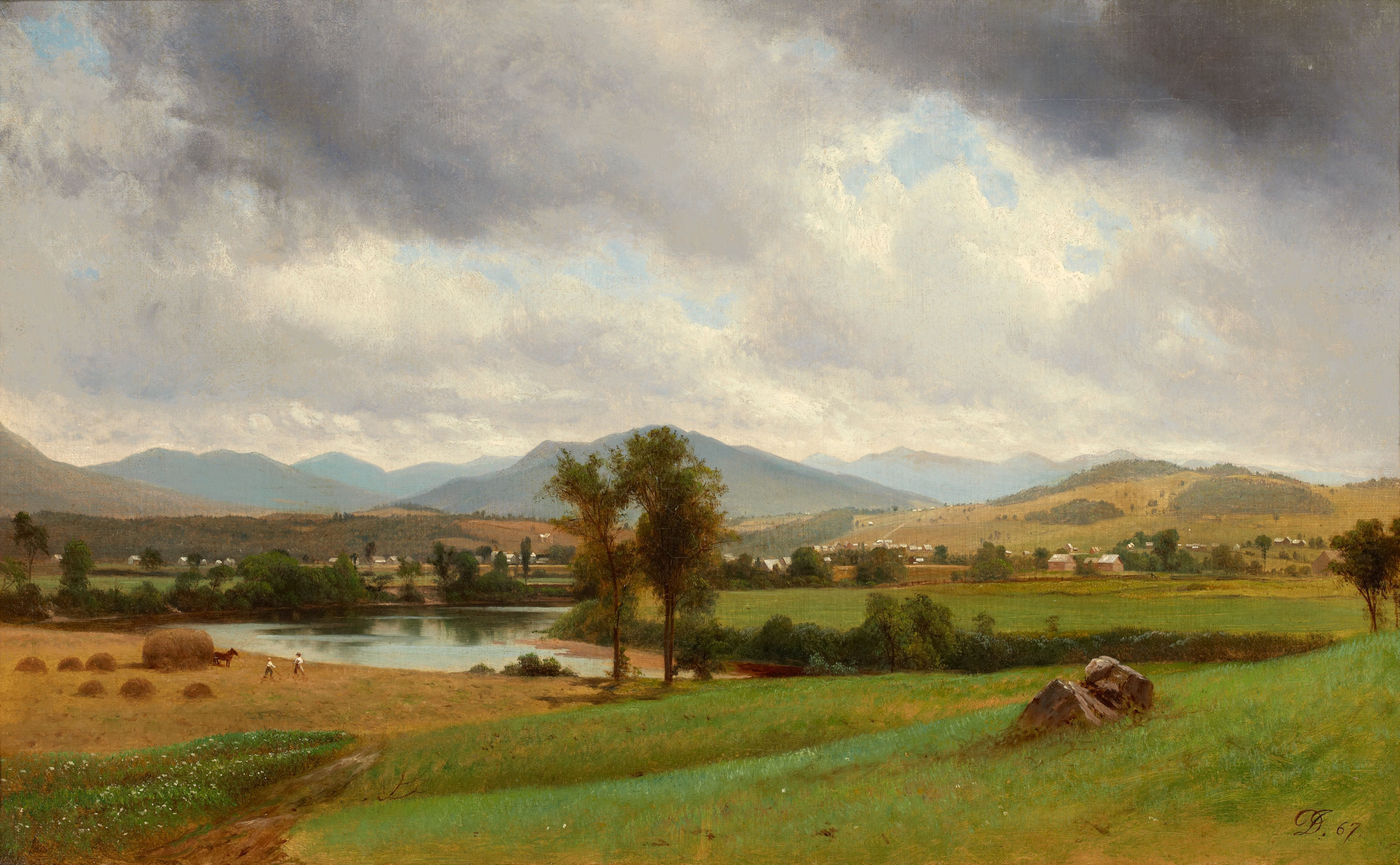
Scena pastorale, 1867
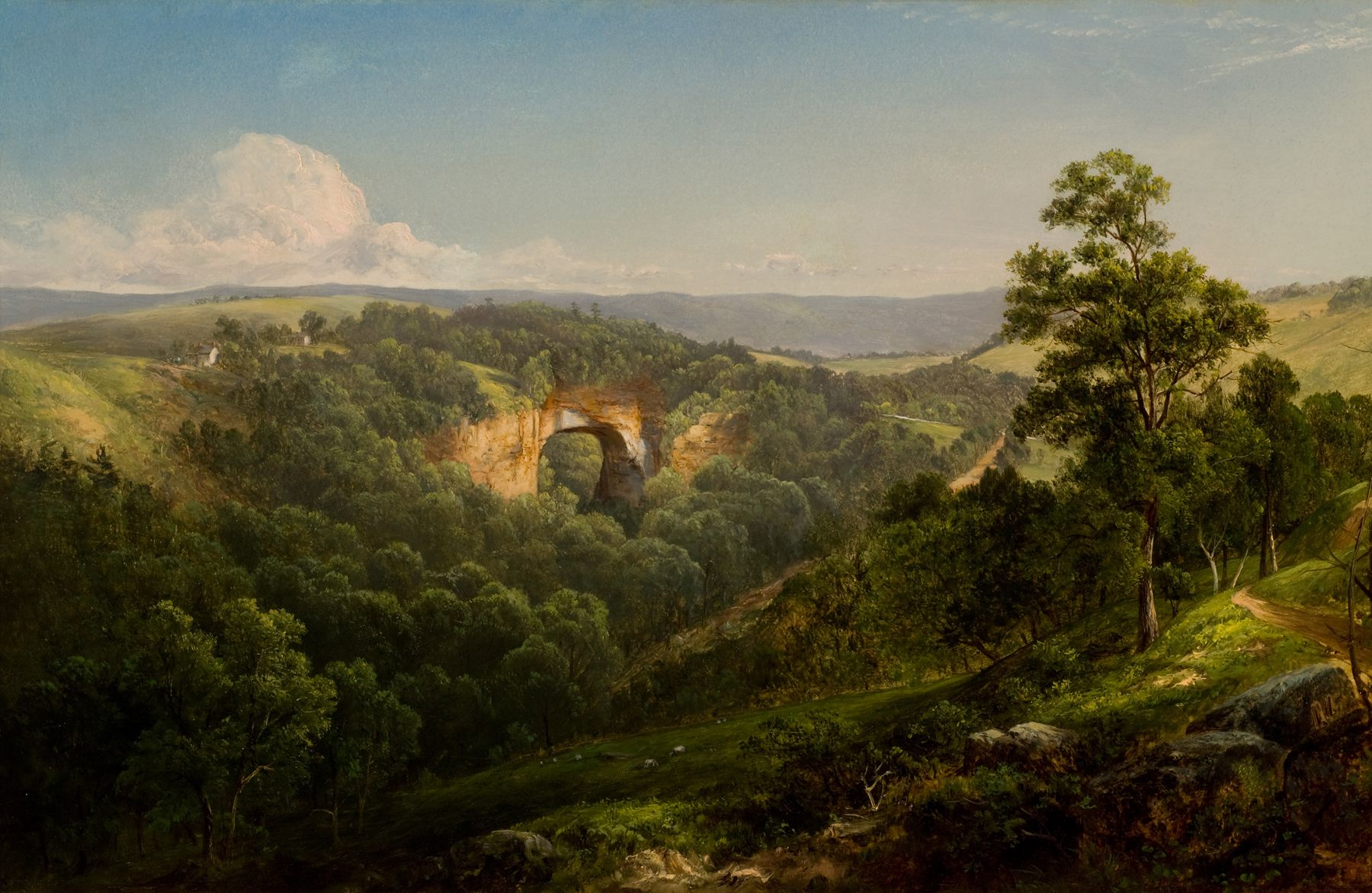
Ponte naturale in Virginia, 1860
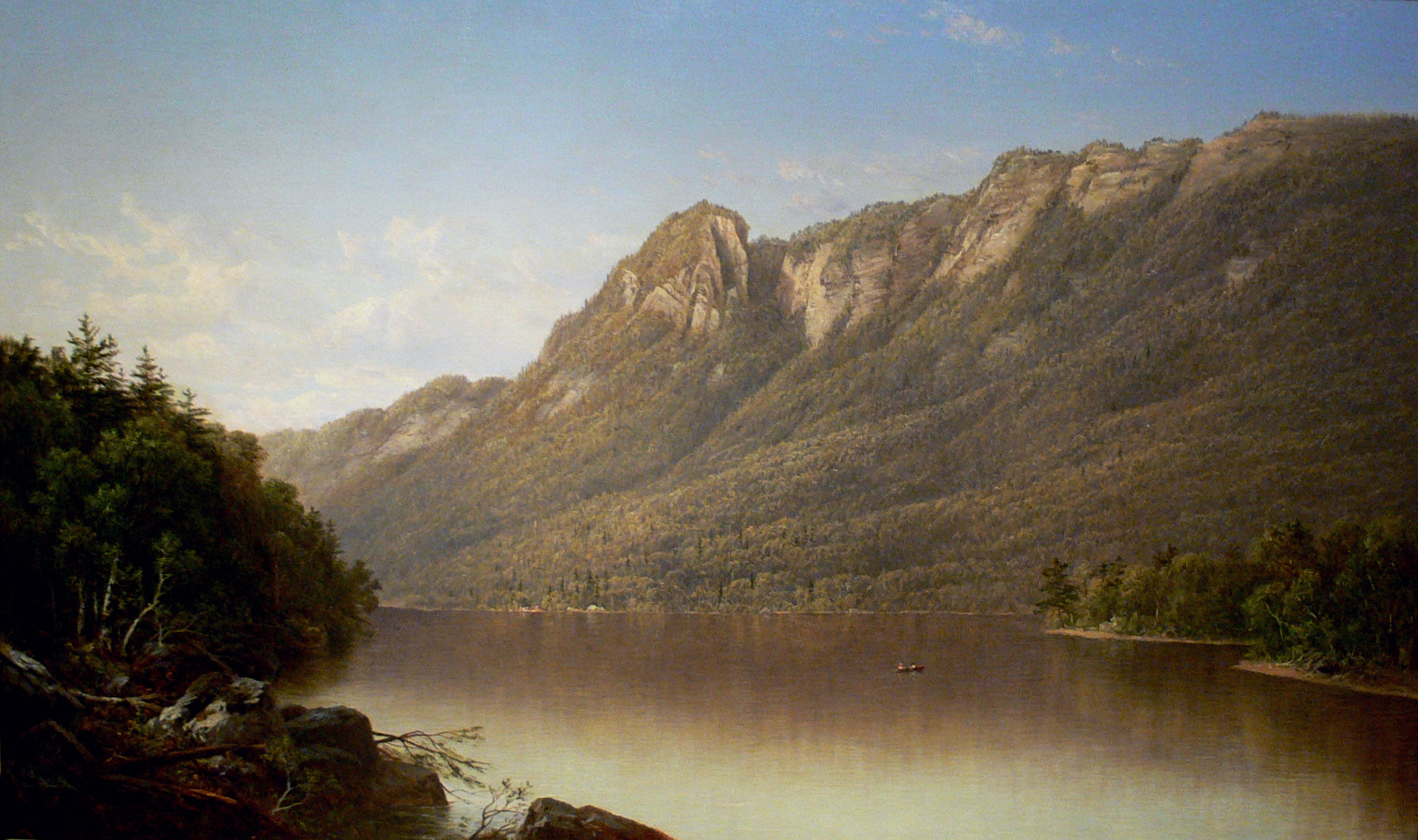
Eagle Cliff, 1864
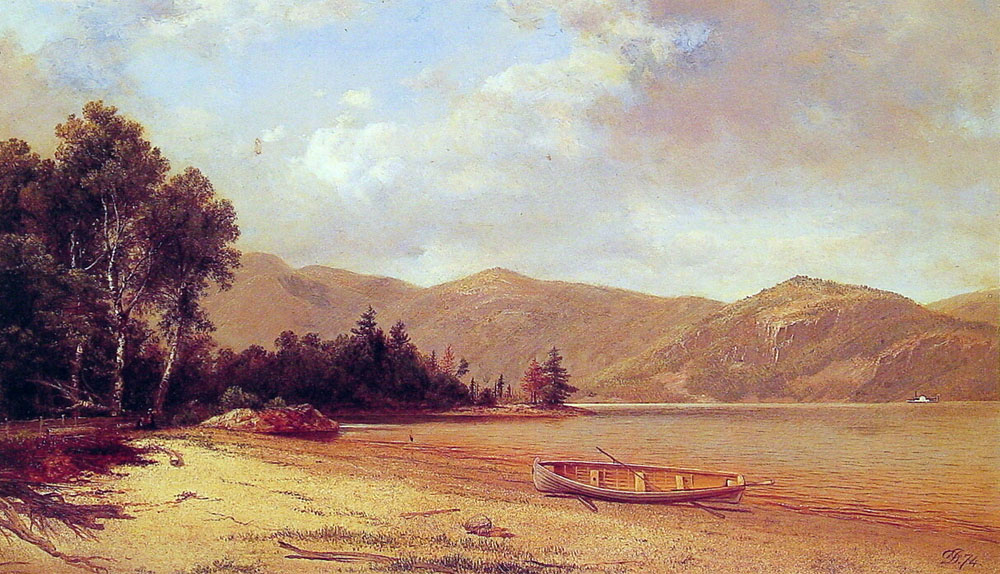
Vista di Dresden sul lago George, 1874

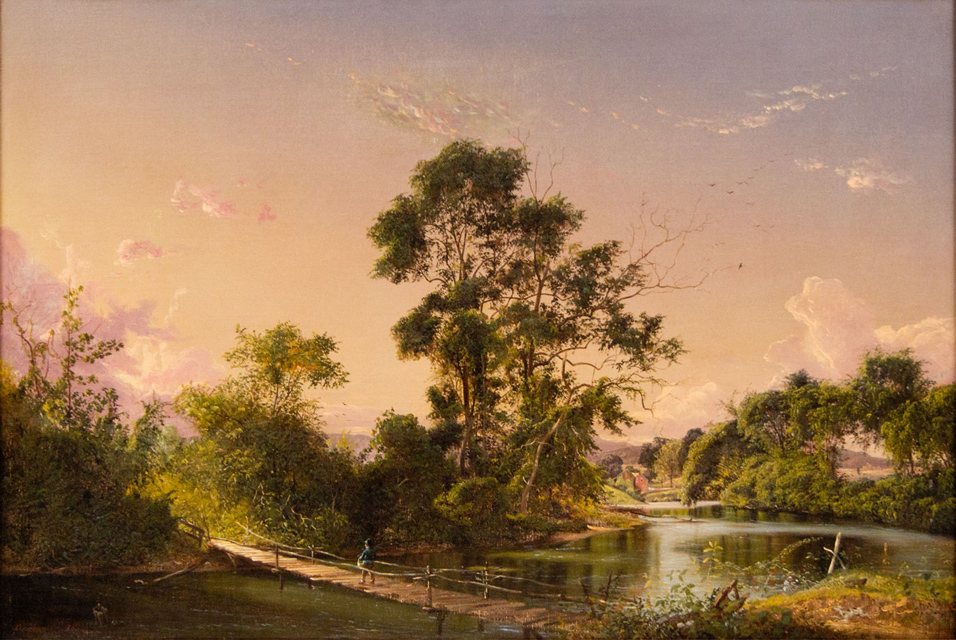
Tramonto sul fiume Unadilla, 1856
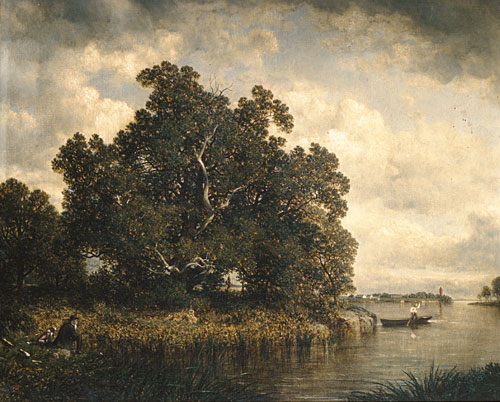
La baia di Rochelle, 1886
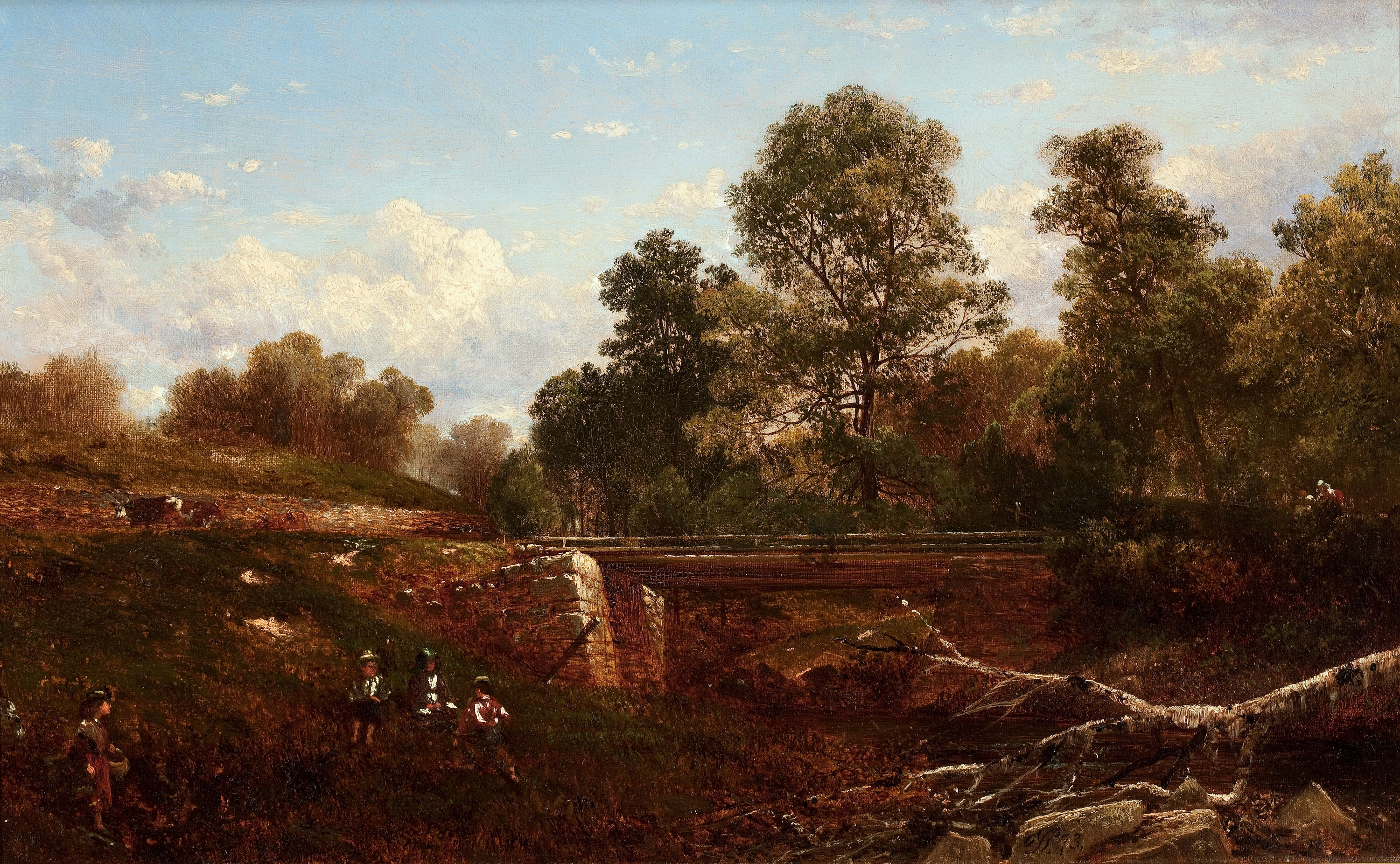
Il parco giochi, 1873
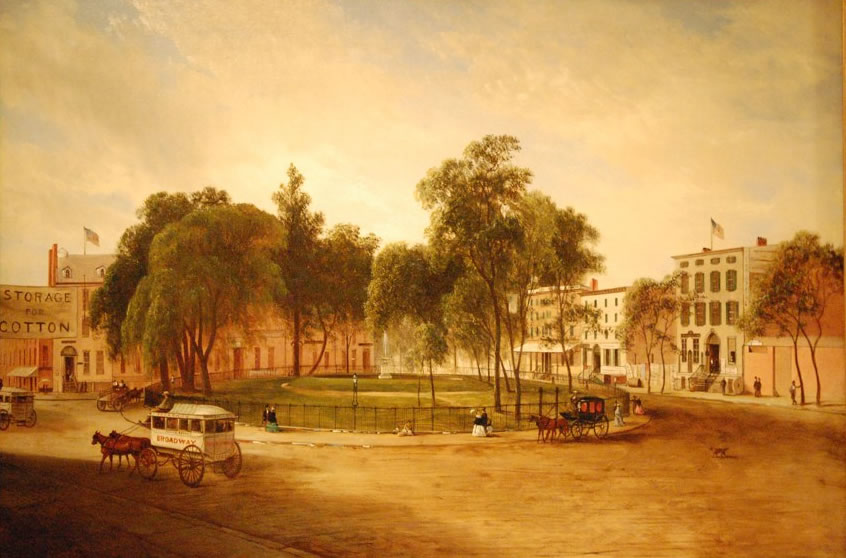
Bowling Green a New York, 1868